# 1911 Schubart
1911 Schubart eller 1973 UD är en asteroid i huvudbältet som upptäcktes den 25 oktober 1973 av den Schweiziska astronomen Paul Wild vid Observatorium Zimmerwald. Den har fått sitt namn efter den tyske astronomen Joachim Schubart.
Asteroiden har en diameter på ungefär 67 kilometer och den tillhör asteroidgruppen Hilda.